# Daïra de Tizi Rached
La daïra de Tizi Rached est une circonscription administrative algérienne située dans la wilaya de Tizi Ouzou et la région de Kabylie. Son chef-lieu est situé sur la commune éponyme de Tizi Rached.

## Communes
La daïra est composée de deux communes:
- Aṭ Oumalou ;
- Tizi Rached.

La population totale de la daïra est de 25 951 habitants pour une superficie de 44,79 km2.

## Localisation
| Daïra de Tizi Ouzou          | Daïra d'Azazga               |                |
| Daïra de Larbaâ Nath Irathen | daïra de Tizi Rached         | Daïra de Mekla |
|                              | Daïra de Larbaâ Nath Irathen |                |